# Carl Nielsen (DBU)
 Der er flere personer med dette navn, se Carl Nielsen  (flertydig).
Carl Bødker Nielsen (19. januar 1920 i Hornbæk – 17. maj 2000 smst) var en dansk fodboldleder, der var formand for Dansk Boldspil-Union (DBU) i perioden 1977 til 1990.

## Karriere
Nielsen blev født i Hornbæk og boede der hele livet. Han begyndte at spille fodbold hos Hornbæk Idrætsforening, og som 16-årig kom han på klubbens førstehold. Som 25-årig blev han formand for fodboldafdelingen i foreningen, og senere formand for hele Hornbæk IF.
Han blev valgt som formand for Sjællands Boldspil-Union den 18. februar 1968, hvor han afløste Svend Aage Remtoft. Dette skete kun året efter at han første gang blev medlem af unionens bestyrelse. I maj 1975 blev han tildelt SBUs guldemblem.
I 1977 stillede Carl Nielsen op til formandsvalget i Dansk Boldspil-Union. Nielsen vandt valget, og afløste 14. marts Vilhelm Skousen som formand for landets fodboldforbund. Nielsen sad på formandsposten indtil 1990, hvor han trådte tilbage på grund af alder. Under formandskabet i DBU var Carl Nielsen blandt andet formand for Team Danmark, medlem af Danmarks Idræts-Forbunds forretningsudvalg, samt poster i diverse internationale udvalg. 
Carl Nielsen blev i forbindelse med Dansk Boldspil-Unions 100 års jubilæum i 1989 Ridder af Dannebrog.

### Hæder
- Sjællands Boldspil-Unions guldnål (1975)
- Dansk Boldspil-Unions guldnål
- Danmarks Idræts-Forbunds ærestegn
- Ridderkorset (1989)

## Privat
Carl Nielsen blev uddannet ingeniør fra Københavns Teknikum. Derefter var han ansat på Helsingør Skibsværft og Maskinbyggeri i 46 år, hvor han endte som overingeniør og driftschef.
Han døde 17. maj 2000 i en alder af 80 år.